# Кузембаев, Нурдаулет Кузембаевич
Нурдаулет Кузембаевич Кузембаев (каз. Нұрдәулет Күзембайұлы Күзембаев; 15 июня 1912, а. № 1, Акулкинская волость, Темирский уезд, Тургайская область, Российская империя — 7 ноября 1996, Алма-Ата, Казахстан) — советский казахский государственный и политический деятель.

## Биография

### Образование
В 1932—1937 годах учился в Ленинградском финансово-экономическом институте.
В 1963 защитил диссертацию на соискание учёной степени кандидата экономических наук. Тема диссертации: «Подъем материального благосостояния и культурного уровня сельского населения Казахстана».
В 1974 защитил диссертацию на соискание учёной степени доктора экономических наук. Тема диссертации: «Размещение производительных сил и проблемы совершенствования народнохозяйственных пропорций в Казахстане».

### Трудовая деятельность
В 1929—1932 гг. — референт районного комитета ВКП(б), бухгалтер районного финансового отдела, референт военного исполнительного комитета райсовета и кассир районного финансового филиала Каракалпакской автономной области.
В 1937—1939 гг. — инспектор, старший инспектор, начальник отдела Казахского республиканского отделения Сбербанка, в 1939 году — консультант Совета Народных Комиссаров Казахской ССР, с октября 1939 по январь 1940 года — заместитель председателя организационного комитета Президиума Верховного Совета Казахской ССР в Восточно-Казахстанской области. С января 1940 по 1941 год — заместитель председателя исполнительного комитета Восточно-Казахстанского облсовета, в 1941—1944 годах — управляющий делами Совета Народных Комиссаров Казахской ССР, в 1944—1950 годах — председатель исполкома облсовета в Алма-Ате, в 1950—1953 годах — председатель исполнительного Комитета Южно-Казахстанского облсовета.
С 1953 по апрель 1954 — 1-й секретарь Южно-Казахстанского областного комитета КПК, в 1954 году — ответственный организатор ЦК КПК, в 1954—1957 году — 1-й секретарь районного комитета КПК, в 1957—1962 гг. — начальник областного управления статистики в Алма-Ате, в 1962—1964 гг. — начальник отдела финансов и себестоимости Государственного комитета планирования Совета Министров Казахской ССР, в 1964—1971 гг. — директор экономического научно-исследовательского института при Государственном комитете планирования Казахской ССР, в 1971—1982 гг. — руководитель отдела и сектора экономического научно-исследовательского института при Государственном комитете планирования Казахской ССР, затем на пенсии.

## Семья
- Жена — Акмарал Зулкарнайкызы (1917-1984);
- Сын — Газиз Нурдаулетович Кузембаев (1938-2008) выпускник Ленинградского горного института, кандидат наук;
- Сноха — Галина Леонидовна Кузембаева (1938—2006), известная казахстанская журналистка, одна из организаторов движения «Невада-Семипалатинск», была основателем и руководителем продюсерского центра «Gala-TV»;
- Внучка — Айгуль Газизовна Кузембаева (1959—2016), жена известного казахстанского бизнесмена и оппозиционного политика Булата Абилова;
- Внучка — Алина Газизовна Кузембаева.
- Дочь - Кузембаева Дана Нурдаулетовна (1939-1984);
- Дочь - Кузембаева Зада Нурдаулетовна (1942-1978);
- Дочь - Кузембаева Жанар Нурдаулетовна (1945-2011);
- Дочь - Кузембаева Алия Нурдаулетовна

## Награды
- Орден Ленина
- Орден Трудового Красного Знамени (дважды)
- Орден Отечественной Войны II степени